# Trichosanthes cucumeroides

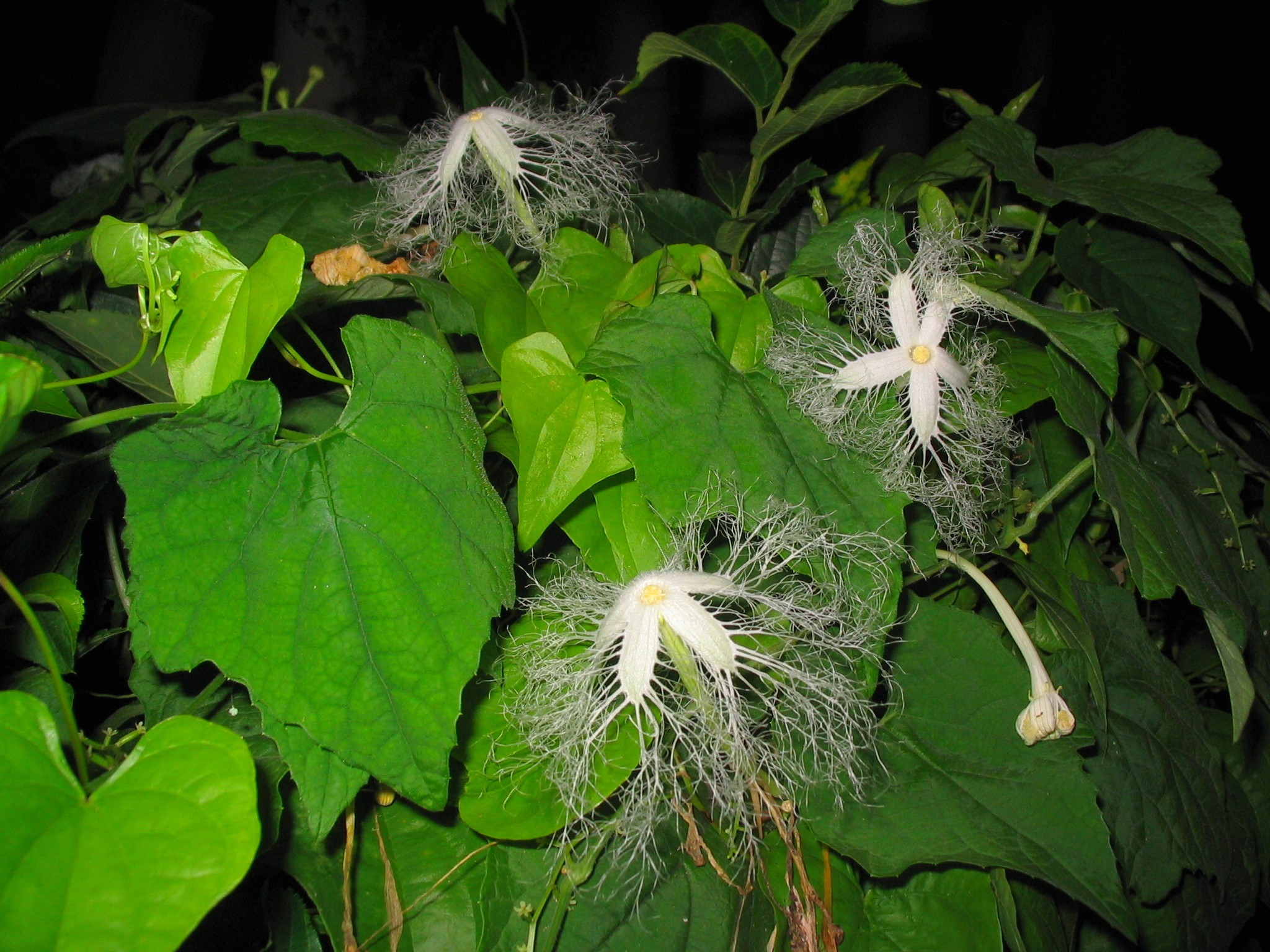
Liście i kwiaty

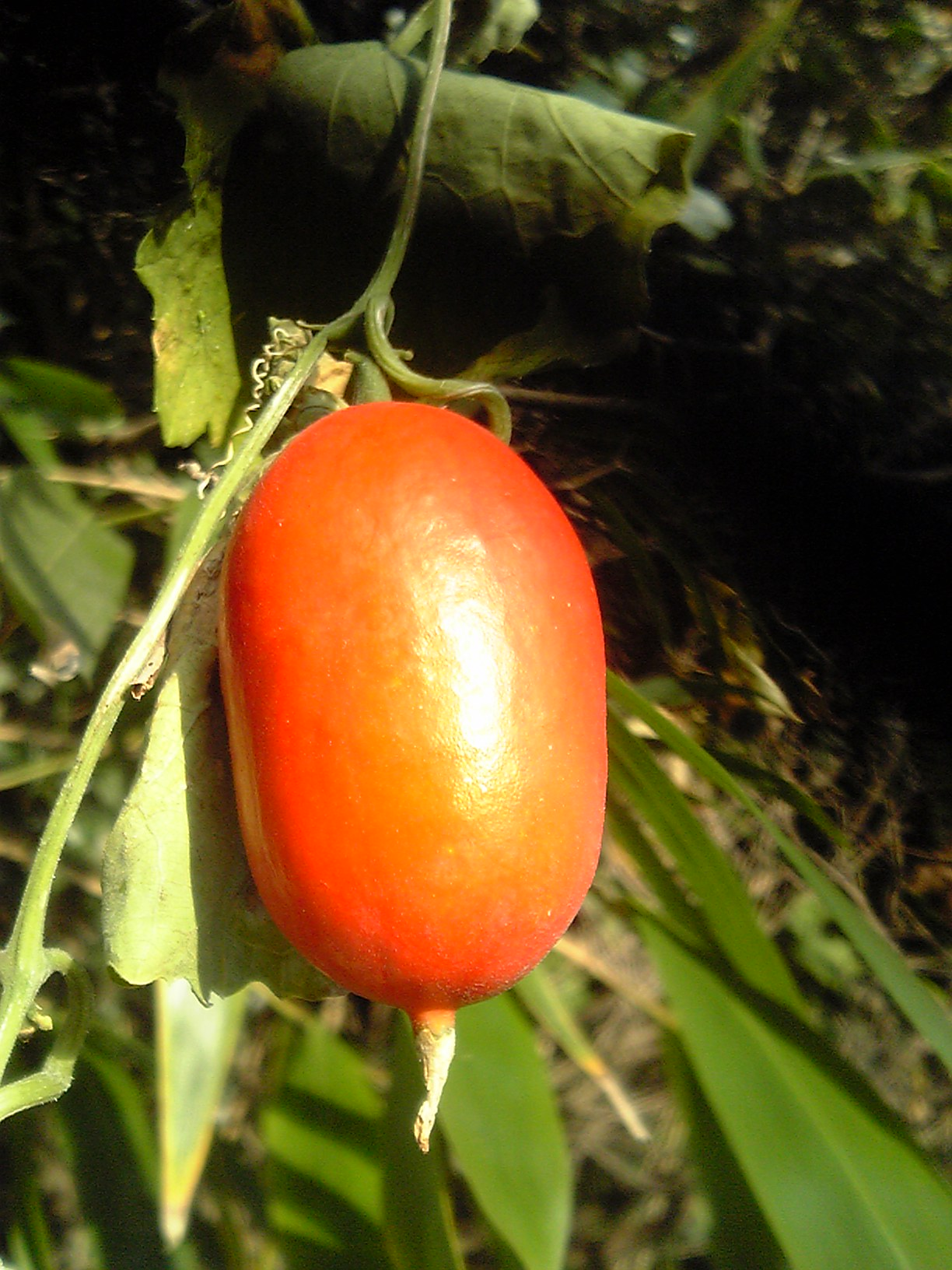
Owoc

Trichosanthes cucumeroides (Ser.) Maxim – gatunek roślin tropikalnych z rodziny dyniowatych, pochodzący z południowej Azji. Spektakularne białe kwiaty otwierają się jedynie w nocy.

## Zastosowanie
- Części dziko rosnących roślin są w Azji spożywane[4]
- Nasiona i korzenie znajdują zastosowanie w tradycyjnej medycynie orientalnej[5]